# Theunis van Schalkwyk
Theunis Jacobus van Schalkwyk, född 14 september 1929 i Krugersdorp, död 27 augusti 2005 i Roodepoort, var en sydafrikansk boxare.
Han blev olympisk silvermedaljör i lätt mellanvikt i boxning vid sommarspelen 1952 i Helsingfors.